# Fikret Orman
Fikret Orman (né le 4 novembre 1967 à Istanbul) est un homme d’affaires turc. Il est le président du club omnisports du Beşiktaş Jimnastik Kulübü entre le 25 mars 2012 et le 20 octobre 2019.

## Biographie
Il suit des études supérieures à l'université technique de Yıldız et à l'université de Floride.
À partir de 2000, il s'implique dans la direction du club de Beşiktaş Jimnastik Kulübü, tout d'abord comme simple membre du conseil d'administration, puis comme candidat à la présidence : en 2004, il est battu par Yıldırım Demirören mais lui succède en 2012 lorsque ce dernier est désigné président de la fédération turque de football. Durant ses sept années de présidence, Beşiktaş remporte deux titres de championnat en 2016 et 2017 et le Vodafone Park remplace l'historique stade İnönü. Cependant, la situation financière se dégrade et, lors de la dernière année, le soutien des supporteurs lui fait défaut. Il décide alors de démissionner en septembre 2019 bien qu'il ait été réélu quelques mois auparavant,.
Il reste ensuite attentif à la situation du club et ne manque pas de critiquer son successeur Ahmet Nur Çebi (en).